# مسابقات جهانی تنیس روی میز ۲۰۱۱
مسابقات جهانی تنیس روی میز ۲۰۱۱ از ۸ تا ۱۵ مه ۲۰۱۱ در روتردام هلند برگزار شد. این مسابقات، پنجاه و یکمین دورهٔ مسابقات انفرادی بود.
۷۵۹ ورزشکار (شامل ۴۴۱مرد از ۱۲۱ کشور و ۳۱۸ زن از ۹۶ کشور) برای حضور در این مسابقات ثبت‌نام کردند. بازی نهایی در هر پنج ماده، میان ورزشکارانی از چین برگزار شد. به‌ویژه در مسابقات انفرادی زنان، هر چهار ورزشکار راه‌یافته به مرحلهٔ نیمه‌نهایی از چین بودند.

## برنامه زمانی
پنج رویداد انفرادی در این مسابقات برگزار شد.
| تاریخ         | ۸ مه | ۹ مه         | ۱۰ مه        | ۱۱ مه         | ۱۲ مه                    | ۱۳ مه                    | ۱۴ مه         | ۱۵ مه            |
| ------------- | ---- | ------------ | ------------ | ------------- | ------------------------ | ------------------------ | ------------- | ---------------- |
| انفرادی مردان |      |              | دور ۱        | دور ۲، دور ۳  | دور ۳، دور ۴             | دور ۴                    | یک‌چهارم نهایی | نیمه‌نهایی، نهایی |
| انفرادی زنان  |      |              | دور ۱        | دور ۲، دور ۳  | دور ۴                    | یک‌چهارم نهایی، نیمه‌نهایی | نهایی         |                  |
| دوبل مردان    |      | دور ۱، دور ۲ | دور ۳        | یک‌چهارم نهایی |                          | نیمه‌نهایی، نهایی         |               |                  |
| دوبل زنان     |      | دور ۱، دور ۲ |              | دور ۳         | یک‌چهارم نهایی            | نیمه‌نهایی                | نهایی         |                  |
| دوبل مختلط    |      | دور ۱        | دور ۲، دور ۳ | دور ۴         | یک‌چهارم نهایی، نیمه‌نهایی | نهایی                    |               |                  |

## نتایج

### جدول مدال‌ها
| رتبه  | کشورها    | طلا | نقره | برنز | مجموع |
| ۱     | چین       | ۵   | ۵    | ۴    | ۱۴    |
| ۲     | هنگ کنگ   | ۰   | ۰    | ۲    | ۲     |
| ۲     | کره جنوبی | ۰   | ۰    | ۲    | ۲     |
| ۴     | آلمان     | ۰   | ۰    | ۱    | ۱     |
| ۴     | ژاپن      | ۰   | ۰    | ۱    | ۱     |
| مجموع | مجموع     | ۵   | ۵    | ۱۰   | ۲۰    |

### رویدادها
| رویداد        | طلا                 | نقره             | برنز                       |
| انفرادی مردان | ژانگ جیکه           | وانگ هائو        | تیمو بل                    |
| انفرادی مردان | ژانگ جیکه           | وانگ هائو        | ما لونگ                    |
| انفرادی زنان  | دینگ نینگ           | لی شیائوشیا      | لیو شیون                   |
| انفرادی زنان  | دینگ نینگ           | لی شیائوشیا      | گوو یو                     |
| دونفره مردان  | ما لونگ شو شین      | چن چی ما لین     | جونگ یونگ-سیک کیم مین-سئوک |
| دونفره مردان  | ما لونگ شو شین      | چن چی ما لین     | وانگ هائو ژانگ جیکه        |
| دونفره زنان   | گوو یو لی شیائوشیا  | دینگ نینگ گو یان | کیم کیونگا پارک می-یونگ    |
| دونفره زنان   | گوو یو لی شیائوشیا  | دینگ نینگ گو یان | جیانگ هواجون تی یا نا      |
| دونفره مختلط  | Zhang Chao Cao Zhen | هائو شوای مو زی  | چئونگ یوک جیانگ هواجون     |
| دونفره مختلط  | Zhang Chao Cao Zhen | هائو شوای مو زی  | سه‌یا کیشیکاوا آی فوکوهارا  |